# Lingua bengali
La lingua bengali (in lingua nativa বাংলা, bangla, pronuncia: [ˈbaŋla]), anche chiamata bengalese o bengalico e, meno comunemente, bengoli, è una lingua indoaria parlata in Bangladesh e in India.
Con 228,7 milioni di madrelingua al 2021, era la sesta lingua più parlata al mondo. Al 2022, era parlata da 272,7 milioni di parlanti totali.
Il bengali è la seconda lingua più parlata in India dopo l'hindī.
Si scrive con un alfabeto derivato dal devanagari, l'alfabeto bengali (bangla lipi).

## Classificazione e distribuzione geografica
Il bengali è classificato come lingua indoeuropea della famiglia indoiraniana e appartenente al gruppo indoario dell'Asia meridionale che si è evoluta come discendente dal sanscrito, dal pāli e dalle lingue pracrite.
È originario della regione orientale dell'Asia meridionale conosciuta come Bengala che comprende il Bangladesh e lo stato indiano del Bengala Occidentale. Ci sono diverse comunità di lingua bengali negli stati indiani dell'Assam e del Tripura e nelle popolazioni degli emigranti in Occidente e nel Medio Oriente.
Insieme all'assamese, è geograficamente la più orientale delle lingue indoeuropee. L'assamese, l'oriya e il maithili, altre tre lingue appartenenti al ramo Maghadan orientale delle lingue indoarie, sono imparentate molto da vicino con il bengalese. L'assamese standard, l'oriya e il bengalese sono considerate da alcuni quasi reciprocamente intelligibili; alcuni dialetti locali di una lingua conservano una somiglianza impressionante ad uno o più dialetti delle altre due lingue.
Il bengali è lingua ufficiale in Bangladesh e negli stati indiani del Bengala Occidentale e di Tripura. È una delle 22 lingue ufficialmente riconosciute dall'allegato VIII della Costituzione dell'India.

## Storia
Come risultato del rinascimento bengalese nei secoli XIX e XX, la maggior parte della più famosa letteratura, poesia e canzone indiana sono in bengali. Le opere di Rabindranath Tagore (il primo asiatico a ricevere il Premio Nobel nel 1913), per esempio, sono in bengali. Molti dei movimenti riformisti religiosi, filosofici e politici che sono iniziati in quell'era erano condotti da bengalesi.

## Fonologia
L'inventario dei fonemi del Bengali standard consiste di 29 consonanti e 7 vocali, come 7 vocali nasalizzate.
Di seguito la loro classificazione con l'alfabeto fonetico internazionale affiancato in alto dalla lettera usata in alfabeto bengali per la lingua bengali e il corrispondente in lettere latine.
|              | anteriori     | Centrali | Posteriori |
| ------------ | ------------- | -------- | ---------- |
| Chiuse       | ই~ঈ i         |          | উ~ঊ u      |
| Semichiuse   | এ e           |          | ও ʊ~o u/o  |
| Quasi aperte | এ্যা/অ্যা æ o ɛ ê |          | অ ɔ~ɒ ô/a  |
| Aperte       |               | আ a      |            |

|              | Anteriori | Centrali | Posteriori |
| ------------ | --------- | -------- | ---------- |
| Chiuse       | ইঁ~ঈঁ ĩ     |          | উঁ~ঊঁ ũ      |
| Semichiuse   | এঁ ẽ       |          | ওঁ õ        |
| Quasi aperte | এ্যাঁ / অ্যাঁ æ̃ |          | অঁ ɔ̃        |
| Aperte       |           | আঁ ã      |            |

|               |               | Labiali | Dentali/ Alveolare | Retroflessa | Palatoalveolare | Velare | Glottidale |
| ------------- | ------------- | ------- | ------------------ | ----------- | --------------- | ------ | ---------- |
| Nasale        | Nasale        | m       | n                  | n           |                 | ŋ      |            |
| Occlusive     | sorde         | p       | t                  | ʈ           | tʃ~ts           | k      |            |
| Occlusive     | aspirate      | pʰ~ɸ    | tʰ                 | ʈʰ          | tʃʰ             | kʰ     |            |
| Occlusive     | sonore        | b       | d                  | ɖ           | dʒ~dz           | ɡ      |            |
| Occlusive     | aspirate      | bʱ~β    | dʱ                 | ɖʱ          | dʒʱ             | ɡʱ     |            |
| Fricative     | Fricative     |         | s                  | s           | ʃ               |        | h          |
| Approssimante | Approssimante | w       | l                  |             | {j              |        |            |
| Rotica        | Rotica        |         | r                  | ɽ~ɽʱ        |                 |        |            |

Il bengalese è conosciuto per la sua grande varietà di dittonghi, combinazioni di vocali che si presentano nella stessa sillaba Due di queste, /oi̯/ e /ou̯/, sono le uniche che hanno una rappresentazione nella scrittura rispettivamente come ঐ e ঔ.
/e̯ i̯ o̯ u̯/ invece possono tutti formare la parte di planata di un dittongo.
Il numero totale di dittongo non è prestabilito con limiti tra 17 e 31.
Una classificazione incompleta fu data da Sarkar (1985) come segue:
|   | e̯  | i̯  | o̯  | u̯  |
| - | -- | -- | -- | -- |
| a | ae̯ | ai̯ | ao̯ | au̯ |
| æ | æe̯ |    | æo̯ |    |
| e |    | ei̯ |    | eu̯ |
| i |    | ii̯ |    | iu̯ |
| o | oe̯ | oi̯ | oo̯ | ou̯ |
| u |    | ui̯ |    |    |

### Accenti
Nel Bengalese standard, l'accento è predominante all'inizio della parola.
Il bengalese ha parole virtualmente trocaiche, l'accento principale cade sulla sillaba iniziale della parola, mentre l'accento secondario spesso cade da lì in poi su tutte le sillabe dispari, per esempio nella parola "cooperazione": সহযোগিতা shô-hô-jo-gi-ta sono evidenziate in grassetto le sillabe accentate.

### Gruppi di consonanti
Le parole bengalesi non permettono gruppi di consonanti all'inizio; la massima struttura sillabica è CVC (cioè una vocale fiancheggiata da una consonante su ciascun lato).
Molti parlanti bengalesi restringono la loro fonologia a questo schema, anche quando usano prestiti dal sanscrito o dall'inglese come গেরাম geram (CV.CVC) per গ্রাম gram (CCVC) "villaggio" o ইস্কুল iskul (VC.CVC) per স্কুল skul (CCVC) "scuola".

## Grammatica
I nomi bengalesi non hanno genere, che porta ad un cambiamento minimo degli aggettivi (inflessione). I nomi e i pronomi sono declinabili (l'alterazione dipende dalla loro funzione nella frase) in 4 casi mentre i verbi sono coniugati fortemente e non cambiano la forma a seconda del genere dei nomi.

### Nomi
Nomi e pronomi sono declinati per 4 casi: nominativo, accusativo, genitivo (con valore possessivo) e locativo.
Inoltre lo schema di declinazione dipende dal nome se è animato o meno.
Quando viene aggiunto un articolo come -টা (-ṭa) per il singolare o -গুলো (-gulo) per il plurale, come nella tabella sotto, il numero viene declinato.
Nella maggior parte delle grammatiche bengalesi i casi sono divisi in 6 categorie e un caso possessivo addizionale (non riconosciuto come un vero caso dai grammatici bengalesi).
Nell'uso invece i casi sono raggruppati solo in 4 categorie.
|            | Animato                          | Inanimato                      |
| ---------- | -------------------------------- | ------------------------------ |
| Nominativo | ছাত্রটি chatrô-ṭi lo studente       | জুতাটা juta-ṭa la scarpa          |
| Accusativo | ছাত্রটিকে chatrô-ṭi-ke lo studente   | জুতাটা juta-ṭa la scarpa          |
| Genitivo   | ছাত্রটির chatrô-ṭi-r dello studente | জুতাটার juta-ṭa-r della scarpa    |
| Locativo   | –                                | জুতাটায় juta-ṭa-y on/nella scarpa |

|            | Animato                              | Inanimato                                         |
| ---------- | ------------------------------------ | ------------------------------------------------- |
| Nominativo | ছাত্ররা/ছাত্রগণ chatrô-ra Gli studenti    | জুতাগুলা/জুতোগুলো juta-gula/juto-gulo le scarpe           |
| Accusativo | ছাত্রদের(কে) chatrô-der(ke) Gli studenti | জুতাগুলা/জুতোগুলো juta-gula/juto-gulo le scarpe           |
| Genitivo   | ছাত্রদের chatrô-der degli studenti      | জুতাগুলা/জুতোগুলোর juta-gula/juto-gulo-r delle scarpe     |
| Locativo   | –                                    | জুতাগুলা/জুতোগুলোতে juta-gula/juto-gulo-te on/nelle scarpe |

Nomi numerabili:
| Bengalese    | traslitterazione Bengalese | Traduzione letterale         | traduzione                  |
| ------------ | -------------------------- | ---------------------------- | --------------------------- |
| নয়টা গরু       | Nôy-ṭa goru                | Nove-PM mucche               | Nove mucche                 |
| কয়টা বালিশ      | Kôy-ṭa balish              | Quanti -PM cuscini           | quanti cuscini              |
| অনেকজন লোক     | Ônek-jôn lok               | molte-PM persone             | Molte persone               |
| চার-পাঁচজন শিক্ষক | Car-pãc-jôn shikkhôk       | Quattro-Cinque-PM insegnanti | quattro o cinque insegnanti |

Nel bengalese, vi sono due tipi di morfemi di classificazione della quantità, detti "parole misura": -টা- ta, per i nomi comuni di cose; e -জন- jôn, per i nomi comuni di persona.
Quantificare un nome in bengalese, senza indicare la parola misura corrispondente (es. আট বিড়াল aṭ biṛal invece di আটটা বিড়াল aṭ-ṭa biṛal "otto gatti"), viene tipicamente considerato un errore grammaticale. Tuttavia, quando il significato del nome quantificato coincide con la parola misura (come ad es. i sinonimi dei sostantivi বস্তু bostu "cosa" e ব্যক্তি bêkti "persona"), il nome in sé viene omesso, e solo la parola misura viene usata, es. শুধু একজন থাকবে। Shudhu êk-jôn thakbe. (lit. "Solo uno-PM resterà.") sarebbe ugualmente compreso come "Solo una persona resterà.", data la classe semantica implicita in -জন -jôn.
In questo senso, tutti i nomi in bengalese, diversamente da ciò che accade con la maggior parte delle altre lingue indoeuropee, sono simili ai sostantivi non numerabili.